# Körahmethüyüğü, Musabeyli
Körahmethüyüğü là một xã thuộc huyện Musabeyli, tỉnh Kilis, Thổ Nhĩ Kỳ. Dân số thời điểm năm 2010 là 312 người.